# Kultursommer Garmisch-Partenkirchen
Der Kultursommer Garmisch-Partenkirchen (Eigenschreibweise KULTurSOMMER) ist ein seit 2003 jährlich im August und September in Garmisch-Partenkirchen stattfindendes Festival mit Theaterinszenierungen, Konzerten, Kleinkunst und Ausstellungen, dessen Spektrum von bayerischer Tradition bis zu internationalen Klassikern reicht. Seit 2013 wird der Kultursommer mit einer speziellen Michael-Ende-Woche eröffnet. Die Zukunft des Kultursommers ist derzeit offen.

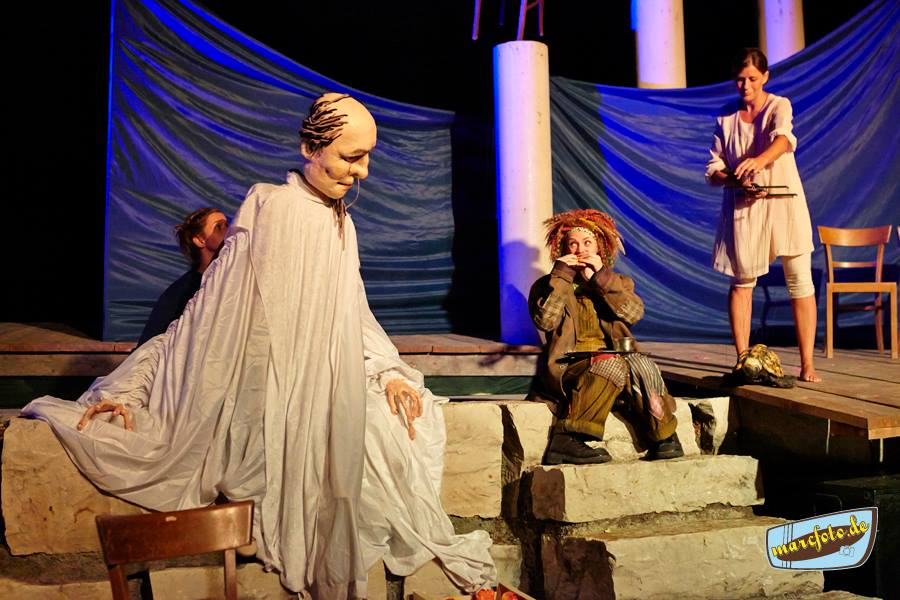
Michael Endes MOMO im Amphitheater (2013)

## Organisation

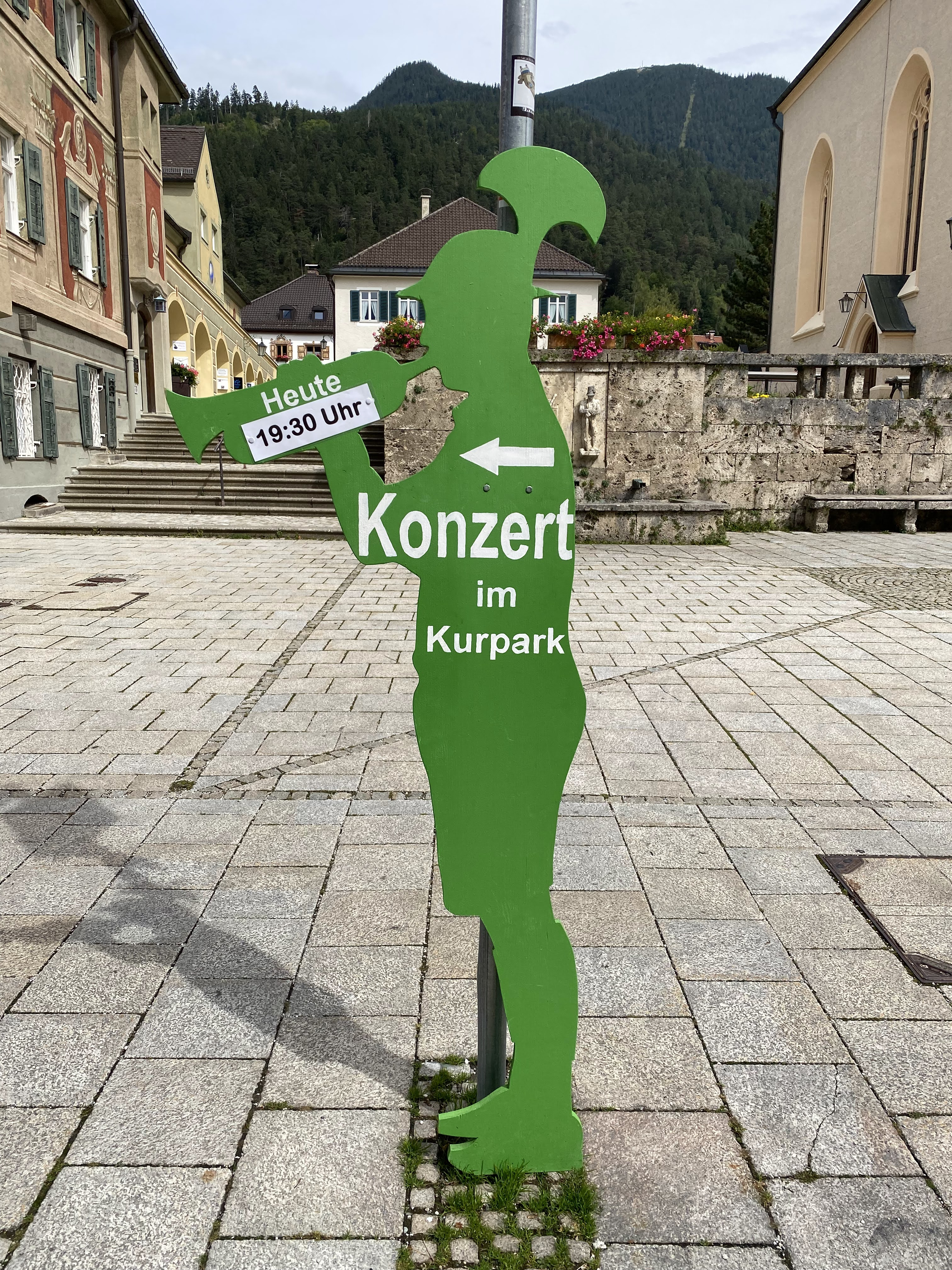
Verweis auf Konzerte am Kirchplatz

Auftraggeber des Kultursommers ist der Markt Garmisch-Partenkirchen. Künstlerischer Leiter war von Beginn an der Autor und Regisseur Georg Büttel, die organisatorische Gesamtleitung lag von 2003 bis 2016 bei Florian Zwipf-Zaharia, dessen Veranstaltungsagentur cultus production gmbh Ende September 2016 Insolvenz angemeldet hat. Die Programmatik des Kultursommers ist die Pflege kultureller Vielfalt. Jedes Jahr erschließt der Kultursommer mit anspruchsvollem Volkstheater neue Schauplätze des Werdenfelser Landes. In der Sparte Schauspiel werden ausschließlich eigens für das Festival konzipierte Neuinszenierungen bzw. Auftragswerke aufgeführt. In den Sparten Musik, Kleinkunst und Bildende Kunst initiiert und bündelt der Kultursommer Angebote von assoziierten Partnern wie örtlichen Kulturinstitutionen, Vereinen und Künstlergruppen. In fünf bis sechs Wochen Spielzeit kommen so 50 bis 60 Einzelveranstaltungen zusammen. Die Zuschauerzahlen bewegen sich zwischen 11.500 (2005) und 15.500 (2009) pro Saison.
Es gibt auch spezielle Angebote für Kinder und Jugendliche. Neben pädagogisch begleiteten Theater-Sondervorstellungen finden in Zusammenarbeit mit Jugendorganisationen und Schulen in Bayern und Tirol Wettbewerbe zu künstlerischen Themen und Jugendtheaterprojekte statt.
Ein weiterer wichtiger Bestandteil des Kultursommers sind Veranstaltungen zu Leben und Werk des in Garmisch-Partenkirchen geborenen Autors Michael Ende.

## Theaterproduktionen
Jedes Jahr steht der KULTurSOMMER unter einem anderen Motto, auf das in den Hauptstücken Bezug genommen wird.

### 2003
- „Der Alpenkönig und der Menschenfeind“ von Ferdinand Raimund, Bayernhalle (Regie: Georg Büttel, Bühne: Thomas Bruner, Kostüme: Pe Hebeisen)
- „Der Weibsteufel“ von Karl Schönherr, Freilichtinszenierung hinter der Partnachklamm (Regie: Georg Büttel, Bühne: Schulen für Holz, Kostüme: Pe Hebeisen)
- „Der Doppeladler“ von Jean Cocteau, Zugspitz-Gipfelhaus (Regie: Regina Rohrbeck, Bühne: Rainer Pokorny)
- „Am Samstag kommt das SAMS zurück“ nach Paul Maar, Theaterzelt im Michael-Ende-Kurpark (Regie: Margot Schäfer)

### 2004
- „Der Leichenschmaus“ von Jörg Maurer, Bayernhalle (Regie: Georg Büttel, Bühne: Thomas Bruner, Kostüme: Tatjana Sanftenberg)
- „Shakespeares sämtliche Werke (leicht gekürzt)“ von Adam Long, Daniel Singer und Jess Winfield, Shakesbierzelt im Hasental (Regie: Georg Büttel, Bühne: Thomas Bruner, Kostüme: Pe Hebeisen & Nicola von Thurn)
- „Jim Knopf und Lukas der Lokomotivführer“ nach Michael Ende, Theaterzelt im Michael-Ende-Kurpark (Regie: Margot Schäfer)

### 2005
- „Lokalbahn Partenkirchen-Garmisch“ von Curt Werner nach Ludwig Thoma, Gasthof zum Rassen (Regie & Bühne: Helmut Schorlemmer)
- „Edelweiß & Königsblau“, Revue, Theaterzelt im Michael-Ende-Kurpark (Regie: Georg Büttel, Kostüme: Tatjana Sanftenberg)
- „Jim Knopf und die wilde Dreizehn“ nach Michael Ende, Theaterzelt im Michael-Ende-Kurpark (Regie: Margot Schäfer)

### 2006
- „Der Meineidbauer“ von Ludwig Anzengruber, Freilichtinszenierung auf dem Kramer-Plateau (Regie: Georg Büttel, Bühne: Thomas Bruner, Kostüme: Tatjana Sanftenberg)
- „Der kleine Horrorladen“ von Alan Menken und Howard Ashman, Jugendtheaterprojekt in der Werdenfels-Aula (Regie: Georg Büttel)
- „Der satanarchäolügenialkohöllische Wunschpunsch“ nach Michael Ende, Bühne U 1 (Regie: Margot Schäfer)

### 2007
- „Im Weißen Rössl“ von Ralph Benatzky u. a., Freilichtinszenierung auf der Seebühne am Riessersee (Regie: Georg Büttel, Bühne: Thomas Bruner, Kostüme: Tatjana Sanftenberg)
- „Magdalena“ von Ludwig Thoma, Gasthof zum Rassen (Regie: Markus Völlenklee, Bühne: Charly Steck, Kostüme: Tatjana Sanftenberg)
- „Jugend ohne Gott“ nach Ödön von Horváth, Theaterfassung von Angela Hundsdorfer, Jugendtheaterprojekt in der Werdenfels-Aula (Regie: Angela Hundsdorfer)
- „Das Traumfresserchen“ nach Michael Ende, Schulen für Holz

### 2008
- „Die kleinen Verwandten“ & „Erster Klasse“, zwei Einakter von Ludwig Thoma, Bayernhalle (Regie: Harald Helfrich & Georg Büttel, Bühne: Christian de la Rosée, Kostüme: Annika Fischer)
- „Indien“ von Josef Hader & Alfred Dorfer, Gasthof zum Rassen (Regie: Georg Büttel, Bühne: Thomas Bruner, Kostüme: Annika Fischer)
- „Romeo und Julia“ von William Shakespeare, Jugendtheaterprojekt in der Werdenfels-Aula (Regie: Angela Hundsdorfer)
- „Der Räuber Hotzenplotz“ nach Otfried Preußler, Stationentheater im Michael-Ende-Kurpark (Regie: Angela Hundsdorfer, Kostüme: Pe Hebeisen)

### 2009
- „Der bayrische Jedermann“ nach Hugo von Hofmannsthal, Freilichtinszenierung vor der Partenkirchener Pfarrkirche (Regie: Angela Hundsdorfer, Bühne: Thomas Bruner, Kostüme: Pe Hebeisen)
- „Die unendliche Geschichte“ nach Michael Ende, Theaterfassung von Georg Büttel & Jana Jeworreck, Bühnenmusik: Wilfried Hiller, Werdenfels-Aula (Regie: Georg Büttel & Gaston Florin, Bühne: Thomas Bruner, Kostüme: Pe Hebeisen)
- „Die Raubritter vor München“ von Karl Valentin in der Konzertmuschel des Michael-Ende-Kurparks (Regie: Tatjana Pokorny, Bühne: Rainer Pokorny)
- „Der kleine Mann“ nach Erich Kästner, Bühne U 1 (Regie & Bühne: Dorothee Jordan)

### 2010
- „Flucht in die Heimat“ von Harald Helfrich und Kai Irina Hahn, Freilichtinszenierung auf dem Forsthaus Graseck (Regie: Harald Helfrich, Bühne: Thomas Bruner, Kostüme: Pe Hebeisen)
- „Zaubernachtstraum“, Revue, Freilichtinszenierung im Amphitheater des Michael-Ende-Kurparks (Regie: Georg Büttel & Gaston Florin, Bühne: Thomas Bruner)
- „Meister Eder und sein Pumuckl“ nach Ellis Kaut, Schulen für Holz (Regie: Angela Hundsdorfer, Bühne: Schulen für Holz, Kostüme: Pe Hebeisen)

### 2011
- „Die Räuber“ von Friedrich Schiller, Freilichtinszenierung beim Gschwandtnerbauern (Regie: Georg Büttel, Bühne: Thomas Bruner, Kostüme: Pe Hebeisen)
- „Willis wilde Weiber“ von Harald Helfrich, Isabella Leicht & Dorothee Jordan, Bühne U 1 (Regie: Harald Helfrich)
- „Die zweite Prinzessin“ von Gertrud Pigor, Freilichtinszenierung im Amphitheater des Michael-Ende-Kurparks (Regie & Bühne: Katja Lechthaler)

### 2012
- „Der Talisman“ nach Johann Nestroy, Bayernhalle (Regie: Georg Büttel, Bühne: Thomas Bruner, Kostüme: Pe Hebeisen)
- „Schlafes Bruder“ nach Robert Schneider, Theaterfassung von Angela Hundsdorfer, Freilichtinszenierung am Herrgottschrofen (Regie: Angela Hundsdorfer, Bühne: Thomas Bruner, Kostüme: Pe Hebeisen)
- „Peter Pan“ nach James Matthew Barrie, Jugendtheaterprojekt in der Werdenfels-Aula (Regie: Georg Büttel)
- „Aschenputtel“ nach den Gebrüdern Grimm, Stationentheater im Michael-Ende-Kurpark (Regie: Harald Helfrich, Bühne: Thomas Bruner & Nicola von Thurn, Kostüme: Pe Hebeisen)

### 2013
- „Momo“ nach Michael Ende, neue Theaterfassung von Georg Büttel & Gaston Florin, Bühnenmusik: Wilfried Hiller, Freilichtinszenierung im Amphitheater des Michael-Ende-Kurparks (Regie: Georg Büttel & Gaston, Bühne: Thomas Bruner, Kostüme: Pe Hebeisen)
- „Der Wildschütz Jennerwein“ von August Löw, Bühnenmusik: Jens Zerle, Jesse Thompson & Harald Helfrich, Freilichtinszenierung beim Berggasthof Panorama (Regie: Harald Helfrich, Bühne: Thomas Bruner, Kostüme: Ursula Haug)
- „Das kleine Gespenst“ nach Otfried Preußler, Bühne U 1 (Regie: Angela Hundsdorfer & Kolonastix)

### 2014
- „Ophelias Schattentheater“ nach Michael Ende, neue Theaterfassung von Angela Hundsdorfer, Bühnenmusik: Jost H. Hecker, Freilichtinszenierung im Amphitheater des Michael-Ende-Kurparks (Regie: Angela Hundsdorfer, Bühne: Thomas Bruner, Kostüme: Pe Hebeisen)
- „Lumpazivagabundus“ nach Johann Nestroy, bayerische Theaterfassung von Georg Büttel, Bühnenmusik: Jens Zerle & Jesse Thompson, Freilichtinszenierung im Amphitheater des Michael-Ende-Kurparks (Regie: Georg Büttel, Bühne: Thomas Bruner, Kostüme: Pe Hebeisen); für das Bayerische Fernsehen aufgezeichnet – Erstausstrahlung am 12. November 2014
- „Krach im Hause Gott“ von Felix Mitterer, Gasthof Zum Schatten (Regie: Harald Helfrich, Bühnenmusik: Thomas Unruh, Kostüme: Pe Hebeisen)
- „Die Wand“ nach Marlen Haushofer, neue Theaterfassung von Angela Hundsdorfer, Bühnenmusik: Thomas Unruh, Freilichtinszenierung bei der Bergstation der Eckbauer-Bahn (Regie: Angela Hundsdorfer, Bühne: Thomas Bruner, Kostüme: Doris Schnitzenbaumer)

### 2015
- „Der kleine Prinz“ nach Antoine de Saint-Exupéry, neue Theaterfassung von Angela Hundsdorfer, Bühnenmusik: Thomas Unruh, Bühne U 1(Regie: Angela Hundsdorfer, Bühne: Thomas Bruner, Kostüme: Pe Hebeisen)
- „Das verkaufte Dorf“ von August Löw nach Motiven des Romans von Fritz Müller-Partenkirchen, Freilichtbühne auf der Puit (Regie: Harald Helfrich, Bühnenmusik: Thomas Unruh, Kostüme: Pe Hebeisen)
- „Die Wirtin“ nach Carlo Goldoni, neue Theaterfassung von Georg Büttel, Bühnenmusik: Thomas Unruh, Werdenfels-Aula (Regie: Georg Büttel, Bühne: Thomas Bruner, Kostüme: Pe Hebeisen)

### 2016
- Wiederaufnahme; „Momo“ nach Michael Ende, neue Theaterfassung von Georg Büttel & Gaston Florin, Bühnenmusik: Wilfried Hiller, Freilichtinszenierung im Amphitheater des Michael-Ende-Kurparks (Regie: Georg Büttel & Gaston, Bühne: Thomas Bruner, Kostüme: Pe Hebeisen)

- „Räuber Kneißl - eine bayerische Legende“ in eigener Theaterfassung von Angela Hundsdorfer, Bühnenmusik: Thomas Unruh & Erwin Rehling, Bayernhalle (Regie: Angela Hundsdorfer, Bühne: Thomas Bruner, Kostüme: Pe Hebeisen)
- „Kindertragöde“ von Karl Schönherr, Freilichtbühne an der historischen Olympia-Bobbahn am Riessersee (Regie: Harald Helfrich, Bühnenmusik: Thomas Unruh, Bühne: Thomas Bruner, Kostüme: Pe Hebeisen)
- „Max & Moritz“ nach Wilhelm Busch, Bühne U 1 (Regie: Kolonastix, Bühne & Ausstattung: Jane Saks)

## Kritiken
- Dorothe Fleege: Ideale Spielwiese für die Räuber. (PDF; 1,4 MB) In: Süddeutsche Zeitung vom 26. August 2011, Nr. 196
- Sabine Reithmaier: Qualität die überzeugt. In: Süddeutsche Zeitung vom 25. August 2012